# Trasporti in Laos
Questa voce raccoglie le principali tipologie di Trasporti in Laos.

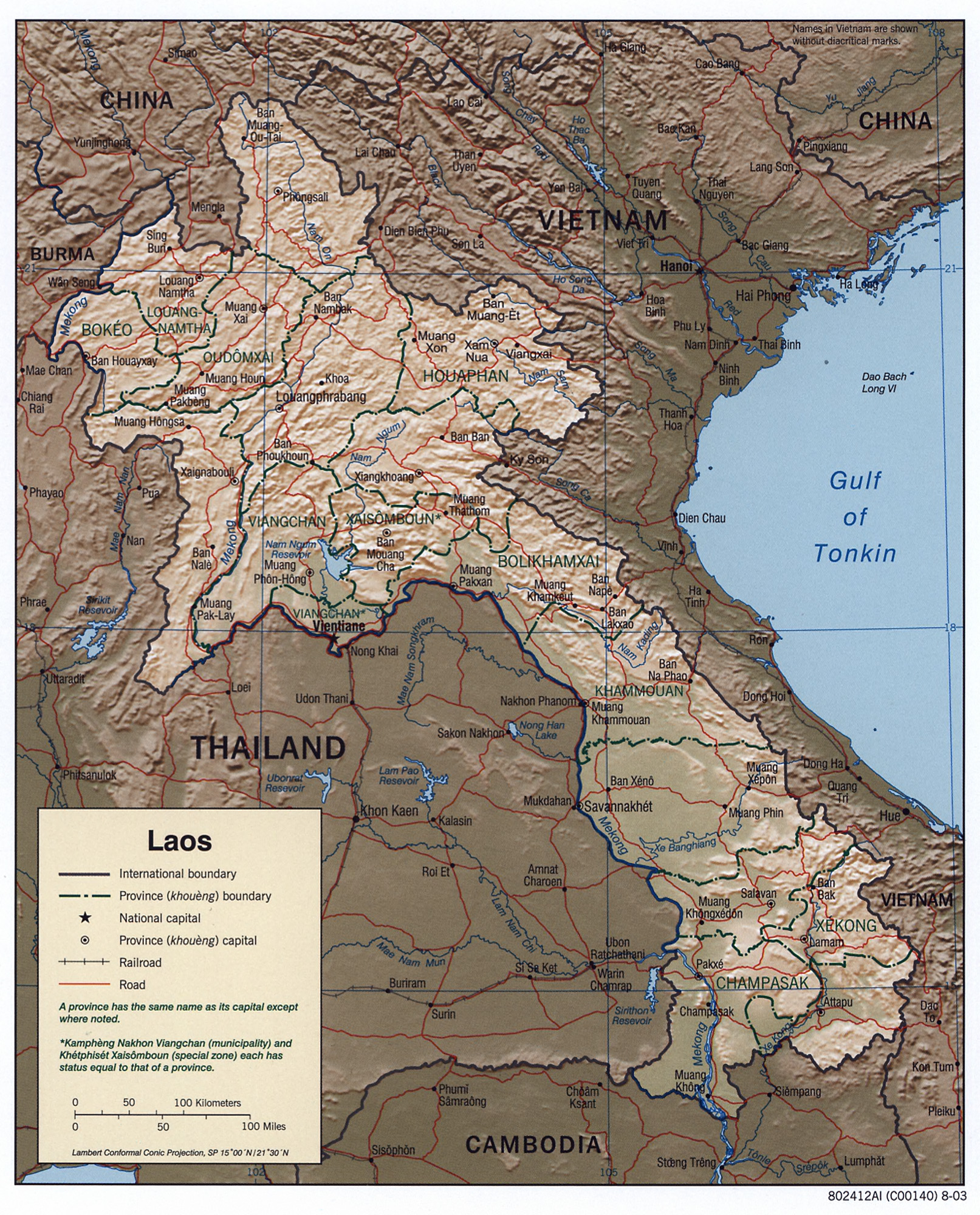
Laos: carta geopolitica del 2003 con rete stradale

## Ferrovie
La prima linea ferroviaria in Laos fu realizzata dai francesi nel periodo coloniale dell'Indocina francese. In realtà era solo un breve tratto, caduto in disuso da lungo tempo, costruito negli anni 1930 tra le isole sul Mekong di Don Det e Don Khon in prossimità del confine cambogiano. Serviva per il trasporto merci nel punto in cui il fiume forma una serie di cascate che rendono impossibile la navigazione. Di questa linea sono tuttora esistenti il ponte ferroviario, parte dei binari e un piccolo convoglio.

### Tratto Nong Khai-Thanaleng
Si dovette attendere il 2009 per vedere una nuova ferrovia nel Paese, quando fu inaugurato il breve tratto di 3,5 km, prolungamento della linea nord-orientale della Ferrovia di Stato della Thailandia, che unisce la stazione di Thanaleng, situata nel villaggio di Dongphosy, 20 km a est di Vientiane alla stazione di Nong Khai attraversando il primo ponte dell'amicizia thai-lao,

### Ferrovia Boten-Vientiane
La prevista estensione fino a Vientiane del tratto Nong Khai-Thanaleng fu modificata nel novembre del 2010 con il nuovo progetto di una linea tra la città cinese di Kunming a Singapore, via Vientiane e Nong Khai, con una linea di treni ad alta velocità. Nell'aprile del 2011 il progetto fu bloccato dopo l'arresto per corruzione del ministro dei Trasporti cinese, in seguito il progetto fu rilanciato e i lavori di costruzione della Ferrovia Boten-Vientiane ebbero inizio nel 2016. I primi binari del tratto laotiano tra Vientiane e Boten, alla frontiera con lo Yunnan, furono posti in opera nel marzo 2020 e la ferrovia fu inaugurata il 3 dicembre 2021.
Il tratto Nong Khai-Thanaleng e l'intera Linea nord-orientale della Ferrovia di Stato thailandese presentano uno scartamento ferroviario ridotto rispetto a quello della Ferrovia Boten-Vientiane e si deve quindi cambiare treno per proseguire verso Bangkok. Dal capolinea di Vientiane della Vientiane-Boten dovrebbe essere costruito un prolungamento della linea che attraversi il Mekong su un nuovo ponte e si allacci con la nuova ferrovia ad alta velocità in fase di costruzione tra Bangkok e Nong Khai, destinata a essere ulteriormente prolungata fino a Singapore. Queste nuove linee ferroviarie fanno parte della Nuova via della seta, l'ambizioso piano di investimenti in diversi Paesi dell'Asia intrapreso dal governo cinese nel 2013.

### Ferrovia Thakhek-Tan Ap
È attualmente in fase di studio anche una linea che unirebbe la città laotiana di Thakhek alla stazione di Tan Ap, nella provincia vietnamita di Quang Binh. Negli anni venti del Novecento iniziarono i lavori per una linea che avrebbe dovuto congiungere le stesse località, ma furono abbandonati nel decennio successivo.

## Trasporti su strada

### Rete stradale
La circolazione stradale laotiana avviene con la guida a destra. A tutto il 1998, la rete del paese comprendeva 21.716 km di strade, di cui 9.674 km erano asfaltati. Tali dati non tengono conto del sostanziale miglioramento intervenuto negli ultimi anni, durante i quali sono state asfaltate per la prima volta diverse strade e sono state allargate e riasfaltate quelle vecchie, che negli anni novanta erano in precarie condizioni. La strada principale è la statale 13, che attraversa tutto il paese da nord a sud. Particolare attenzione nelle città maggiori va posta ai ciclomotori, la cui diffusione genera un traffico notevole.
Nel 2007 fu completata la nuova statale che collega Savannakhet a Lao Bao, sulla frontiera con il Vietnam; finanziata dal governo giapponese, la nuova arteria consente un notevole risparmio del tempo di viaggio. Con l'inaugurazione nel dicembre 2013 del quarto ponte dell'amicizia thai-lao venne completato il tratto laotiano della nuova statale che collega la provincia cinese dello Yunnan alla Thailandia del Nord, Tale arteria entra in Laos dalle due frontiere di Boten e Mueang Sing, nella provincia di Luang Namtha, e arriva sul Mekong nel capoluogo Ban Houayxay della provincia di Bokeo. Il quarto ponte dell'amicizia thai-lao collega Ban Houayxay alla frontaliera Chiang Khong, in provincia di Chiang Rai. Il 20 dicembre 2020 fu inaugurata la prima autostrada del Paese, la Vientiane-Vangvieng, opera che consente di coprire la distanza tra le due città in un'ora e mezza anziché le quattro ore necessarie percorrendo la vecchia strada nazionale 13. Il pedaggio iniziale fu di 550 kip al chilometro e 62.000 kip per l'intero tragitto, che è lungo 43 km in meno di quello della Statale 13. Si tratta del primo segmento, lungo 109 km, dell'autostrada Vientiane-Boten che congiunge la capitale laotiana a Boten, cittadina sulla frontiera con la provincia cinese dello Yunnan. L'infrastruttura è per il 95% di proprietà dell'azienda costruttrice cinese Yunnan Construction Engineering Group e per il 5% del governo laotiano. Il costo iniziale previsto per la Vientiane Vangvieng era stato di 1,2 miliardi di dollari.

#### Ponti
Negli ultimi anni sono stati costruiti nel paese diversi ponti sul Mekong, che hanno reso più facili i trasporti e dato slancio all'economia:
- Il primo ponte dell'amicizia thai-lao, che collega Vientiane alla cittadina thai di Nong Khai, venne completato nel 1994 e costruito con i fondi del governo australiano. Fu il primo ponte sul fiume di tutta l'Indocina. Dal 2008 il ponte è attraversato anche dalla ferrovia, l'unica attiva nel paese
- Il ponte di Pakse, costruito nella città omonima in provincia di Champasak con l'aiuto del governo giapponese e inaugurato nel 2000
- Il secondo ponte dell'amicizia thai-lao, che collega Savannakhet a Mukdahan, venne aperto al traffico nel gennaio del 2007 e costruito con un prestito concesso dal Giappone
- Il terzo ponte dell'amicizia thai-lao, che collega Thakhek alla provincia di Nakhon Phanom, venne aperto al traffico nel novembre del 2011 ed i costi furono a carico della Thailandia
- Il quarto ponte dell'amicizia thai-lao collega Ban Houayxay, capoluogo della provincia di Bokeo, a Chiang Khong, in provincia di Chiang Rai. È stato inaugurato l'11 dicembre 2013.

### Autolinee

#### Trasporti urbani
Nella capitale Vientiane, sono presenti gli unici autobus pubblici che effettuano trasporti urbani in Laos. Sia a Vientiane che in molte altre città sono presenti servizi taxi privati effettuati dai tuk-tuk, dai più capienti jumbo tuk-tuk, e da moto-taxi. 

#### Trasporti interurbani

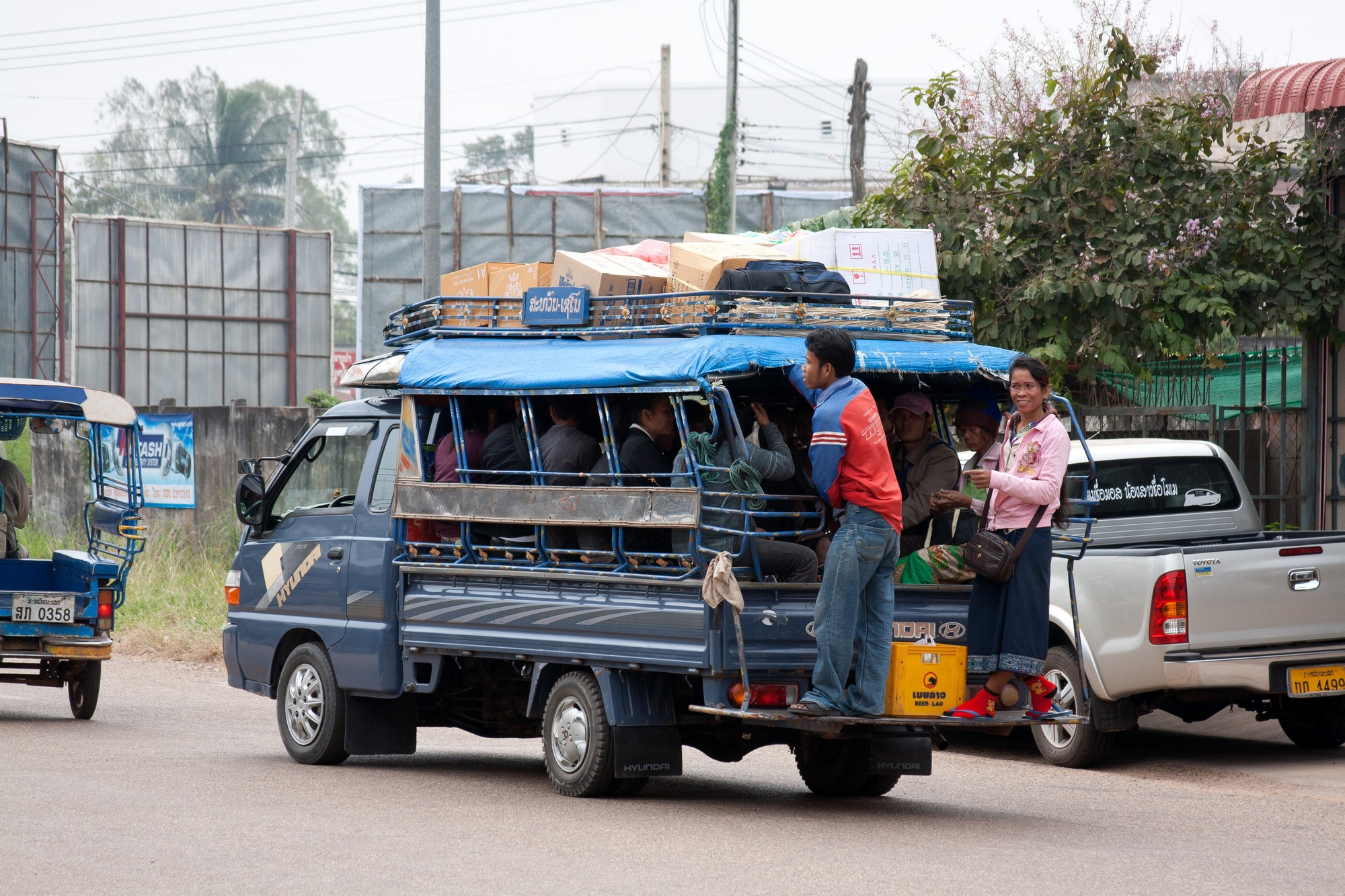
Songthaew a Savannakhet

Il nodo principale del trasporto pubblico interurbano è Vientiane, dove sono presenti 3 stazioni degli autobus:
- Stazione di Vientiane, la più vecchia tra le stazioni cittadine, situata nel centro cittadino di fronte al mercato del mattino. Attualmente è il capolinea per gli autobus comunali, provinciali e per quelli diretti in Thailandia via Nong Khai
- Stazione settentrionale, situata nella strada T2, nel nord della città, collega Vientiane con le località settentrionali del paese
- Stazione meridionale, situata nel quartiere di Dong Dok lungo la statale 13 sud, collega la capitale con le località del sud del paese

In tutti i capoluoghi di provincia laotiani sono presenti stazioni per gli autobus interurbani; anche nelle maggiori località che si trovano al di fuori delle linee principali arrivano autobus che svolgono di solito servizio provinciale. Il servizio provinciale di trasporto viene fornito anche con l'utilizzo di songthaew (in lingua lao: ສອງແຖວ, trasl. IPA [sɔ̌ːŋtʰɛːw], letteralmente: due file), pick-up o camioncini il cui cassone posteriore è coperto, aperto sui lati ed è provvisto di 2 panche dove siedono i viaggiatori.

## Idrovie
La navigazione fluviale è stata per secoli il sistema di trasporto principale del paese, ma con la costruzione di nuove strade ed il miglioramento di quelle esistenti sono sempre meno le imbarcazioni che effettuano tale servizio, soprattutto per quanto riguarda la navigazione mercantile. La navigazione turistica invece è aumentata a partire dagli anni novanta, dopo l'apertura delle frontiere laotiane al turismo. La navigazione non è possibile in alcuni tratti o addirittura nelle intere linee fluviali tra novembre e maggio, durante la stagione secca, quando i fondali dei fiumi sono bassi.
A tutto il 1996, il Laos disponeva di 4.587 km di acque navigabili, appartenenti prevalentemente al fiume Mekong, che permette la navigazione verso nord di chiatte mercantili tra Houay Xay, nella provincia di Bokeo, a Jinghong, nella provincia cinese dello Yunnan. Verso sud, da Houay Xay a Luang Prabang, la navigazione è consentita solo ad imbarcazioni medio piccole per la presenza di massi lungo il fiume. Da Luang Prabang si può navigare anche fino a Vientiane e Savannakhet con chiatte mercantili. Un altro tratto navigabile è quello tra Pakse ed il sito archeologico di Vat Phou, nel sud del paese. Da Pakse si possono anche raggiungere le 4.000 isole (Si Phan Don), al confine con la Cambogia.
Tra gli affluenti del Mekong il maggiore è il Nam Ou, navigabile da Luang Prabang al villaggio di Hat Sa, in provincia di Phongsali. Altri fiumi navigabili sono il Nam Khan (provincia di Luang Prabang), il Nam Tha (province di Bokeo e Luang Nam Tha), il Nam Ngum (vicino a Vientiane) ed il Sekong (nella provincia omonima).

### Porti e scali
I porti principali sono quelli di Houay Xay, Luang Prabang e di Kiaw Liaw a Vientiane per il Mekong, mentre sul Nam Ou importanti sono Hat Sa, Mueang Khwa e Nong Khiaw.

## Trasporti aerei

### Aeroporti
A tutto il 1999 erano attivi nel paese 52 aeroporti, tra i quali quelli internazionali di Vientiane-Wattay, di Luang Prabang, di Pakse e di Savannakhet:
- con piste di rullaggio pavimentate: 9
  - oltre 3047 m: nessuno
  - da 2438 a 3047 m: solo quello di Vientiane-Wattay
  - da 1524 a 2437 m: 4
  - da 914 a 1523 m: 4
  - sotto 914 m: nessuno

- con piste di rullaggio non pavimentate: 43
  - oltre 3047 m: nessuno
  - da 2438 a 3047 m: nessuno
  - da 1524 a 2437 m: 1
  - da 914 a 1523 m: 17
  - sotto 914 m: 25.